# Università Sorbonne Nouvelle
L'università Paris III - Sorbonne Nouvelle dispensa principalmente corsi di Letteratura e di Lingue straniere, nonché di Arti dello spettacolo. Paris III propone anche gli indirizzi di Scienze della comunicazione e di Études européennes (letteralmente: Studi europei; indirizzo pluridisciplinare che comprende lo studio della storia, dell'economia, del diritto e delle scienze politiche).
Il rettorato e l'amministrazione sono situati nella storica sede della Sorbonne (Sorbona), mentre al numero civico 13 di via Santeuil, nel V arrondissement, vi è il centro Censier (dal nome della via traversa). Altre parti dell'università Paris III si trovano a Asnières-sur-Seine ed in altri luoghi di Parigi. 
La biblioteca interuniversitaria delle lingue orientali, la Biblioteca Sainte-Geneviève e la Biblioteca Sainte-Barbe sono confinanti con la sede principale di Paris III.